# Peterson (Iowa)
Peterson è un comune degli Stati Uniti d'America, situato nello Stato dell'Iowa, nella contea di Clay.